# Paralyzed

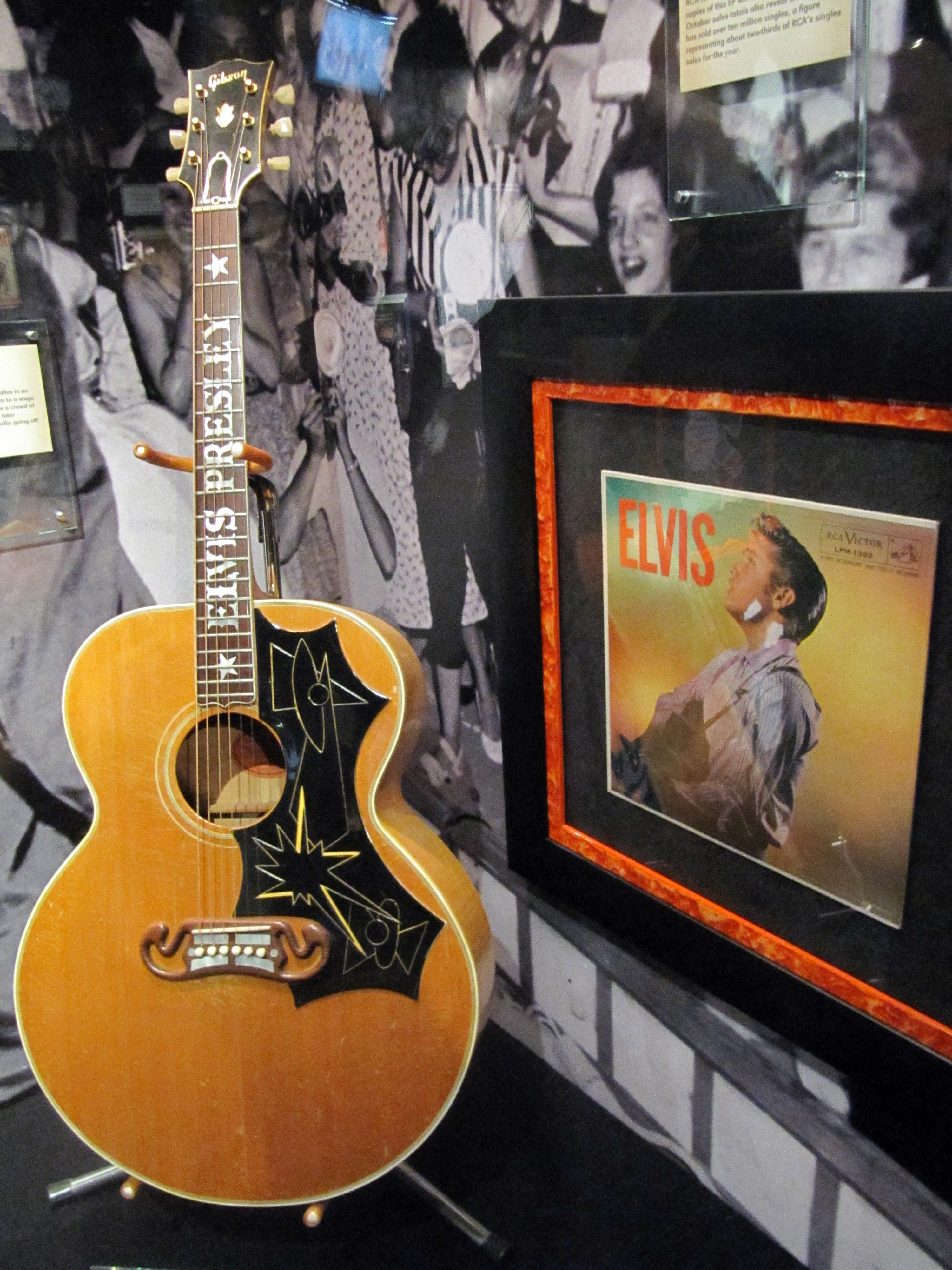
Portada del álbum Elvis de 1956 que contiene el tema "Paralyzed"

"Paralyzed"  (En esp. "Paralizado") es una canción de 1956 grabada por Elvis Presley para su álbum  Elvis. y también editado en formato de EP.  La pieza fue grabada el 1 de septiembre de 1956 en Radio Recorders, Hollywood, California y fue bien recibida por los críticos musicales a partir de haberse lanzado al mercado días más tarde, el 19 de Octubre de ese mismo año.. La canción fue coescrita por el mismo Elvis Presley y Otis Blackwell.

## Historia en los charts
"Paralyzed" alcanzó el puesto 59 en la lista de sencillos pop de Billboard en 1956. La canción estaba fuera del álbum de Elvis y fue lanzada como EP por RCA Victor en los EE. UU.: Elvis Volumen 1, RCA EPA-992, que fue lanzado el 19 de octubre de 1956. 
El EP alcanzó su punto máximo en la lista de EP de Billboard en el puesto 4.
En el Reino Unido, "Paralyzed" alcanzó el no. 8 después de su lanzamiento en agosto de 1957 en una lista de 10 semanas como sencillo de HMV, 45-POP 378, respaldado con "When My Blue Moon Turns to Gold Again".

## Apariciones en álbumes
Elvis Presley interpretó la canción en las sesiones del Million Dollar Quartet de 1956 y en concierto en vivo en 1956. Una versión en vivo aparece en la caja de 5 CD The Young Man with the Big Beat (2011). La canción también aparece en la colección de BMG de 1990 The Million Dollar Quartet y The Complete Million Dollar Quartet. Ésta también está en la caja The King of Rock and Roll: The Complete 1950s Masters de RCA/BMG. La misma también se interpretó el 16 de diciembre de 1956 en Louisiana Hayride.

## Músicos
Elvis Presley, voz y piano
Scotty Moore, guitarra eléctrica
Bill Black, bajo
D. J. Fontana, batería
The Jordanaires, (Gordon Stoker; Neal Matthews; Hoyt Hawkins; Hugh Jarrett) coros 

## Otras grabaciones
Paralyzed ha sido versionada por diferentes artistas notables luego de que Elvis la convirtiera en un clásico del rock. Dave Edmunds grabó la canción en 1986 como parte de su álbum en vivo I Hear You Rockin'. Ronnie McDowell, Graham Parker, Johnny Earl and The Jordanaires, Alan Merrill y Billy Fury también han grabado la canción. 